# 我立於百萬生命之上
《我立於百萬生命之上》（日语：100万の命の上に俺は立っている）是兩位日本漫畫家山川直輝原作、奈央晃德作畫的漫畫作品。由講談社發行的漫畫雜誌《別冊少年Magazine》2016年7月號開始連載。

## 故事介紹
邊緣人四谷友助，在突如其來的召喚下到了另外一個世界，在那巧遇同班的核心人物新堂衣宇與體弱多病的箱崎紅末，開始為了解決神秘人物在異世界所安排任務的養成冒險故事。

## 登場人物
人物介紹會以中文版書籍最新情報為主，部分人物情報與名稱需要精確情報更新。

### 勇者
四谷友助（聲：上村祐翔）
本作主角。第三名勇者。職業：農民→廚師→魔術師（生物）→鐵匠→魔術師（熱）→盜賊→獵人→魔導師（生物）
性格冷靜且理性，經常為任務提供各種作戰方案。年幼時居住於鄉下地方，本身性格開朗好動，但小學時搬遷到東京，十分不適應當地生活，逐漸變得沉默寡言，並因此討厭東京及所有居住在東京的人類。
宗旨是－我只會為「我堅信的正義」而戰，以前如此，今後也如此。為貫徹其宗旨，偶會做出殘忍的抉擇。
新堂衣宇（聲：久保田梨沙）
第一名勇者。職業：魔術師（風）→戰士（劍）→戰士（槍）→上級戰士（劍）
本作女主角之一。性格活潑開朗，外貌出眾。宗旨是－朋友就是力量。有兩名兄長，均為暴走族成員。受家庭因素的影響，在學校沒有朋友。隨後認識了名為小百合的女高中生，兩人成為了朋友。不久後，小百合因被欺凌而跳樓自殺。事件對其造成極大打擊，並令她相信擁有朋友就是擁有力量。
箱崎紅末（聲：和氣杏未）
第二名勇者。職業：戰士（劍）→重裝戰士（劍）
本作女主角之一。性格內向怕生。天生體弱多病，因而無法進行體力勞動，但在異世界中身體卻沒有任何毛病。起初仍因害怕和不安等問題無法拿起武器戰鬥，經過屢次戰鬥後逐漸克服心理毛病。夢想是親手造出能治療自己和媽媽所患疾病的藥。
時館由香（聲：小市眞琴）
第四名勇者。職業：魔術師（熱）→獵人→魔術師（風）
非常喜歡魔法派這部動畫，是標準的宅女，對正太也有強烈的喜好，也對戀愛遊戲有一定的執著，常常想撮合友助跟卡哈貝爾的戀愛線。
鳥井啟太（聲：豐永利行）
第五名勇者。職業：戰士（槍）→戰士（斧）
19歲，中學時期就輟學的青少年，有個多次犯案逮捕入獄的不良父親，與母親及弟弟相依為命，因為弟弟被高利貸的討債人設局威脅，為了幫弟弟擺脫高利貸威脅，聽從討債人襲擊指定幫派份子，但被四谷友助介入下避免犯案，討債人也被警察逮捕而免受高利貸債務威脅。
較早輟學打工的社會歷練，相較四谷友助懂得社會底層的社交常識。
格蘭達・凱特（聲：早見沙織）
第六名勇者。職業：戰士（斧）。
金髮，自稱“只對女人感興趣”的美國女人。
二繁羽樹
第七名勇者。職業：魔術師（風）
深受黑心企業所苦的社畜，想從高樓跳下自殺時被四谷阻止。
林君惠
第八名勇者。職業：盜賊
來自台灣，因為憧憬日本而選擇到異國追夢的20歲歌手。
柳樂芳一
第九名勇者。職業：戰士（劍）
巴士司機，有一個國小六年級兒子跟國小四年級女兒，因為憧憬漫畫的交通工具而選擇成為司機。
玉井王季
第十名勇者。
10歲，箱崎紅末在醫院認識的兒童，因為身患絕症瀕臨死亡。

### 助戰人物
遊戲管理員〈少女〉（聲：諸星堇）
在四谷的原本世界提供任務指派的遊戲管理者，以黑髮少女的化身姿態現身。
法蒂娜（聲：坂本真綾）
年齡超過200歲的大魔法師，與龍術士為敵。
有著能以一人之力擊潰數十名士兵或重創龍術士的強大魔法能力。
第四周目幫助時館等人完成任務，第五周目打倒現出真身的龍術士拉吉，並且救起在海浪沖走的卡迪爾，收卡迪爾為弟子，第六周目發覺伊哈爾・奈莫爾的騷亂事件有龍術士參與關聯，派遣卡迪爾前往調查。

### 第三周目
西斯卡
被紅末所救，在第五周時與紅末等人再次相遇。

### 第四周目
卡哈貝爾（聲：齋藤千和）
都市國家「柯魯多內爾」的女騎士，迷宮事件結束後喜歡著友助，但當時沒有說出口。在第五周重遇友助一行人後才向友助表示自己曾喜歡上他，當時已30歲及育有兩名子女，該次相遇為兩者最後一次見面。在第六周已過世。其女兒長大後與自己年輕時的模樣十分相似。
貝里里
阿爾特魯斯教會出身的年少男孩，被奉命捉拿阿爾特魯斯教人士的德歐庫王國派遣特工俘虜，在四谷友助解救下得以脫身。在第五周目時間點，集合阿爾特魯斯教的反抗志士，成為反抗德歐庫王國統治的反抗義軍首領。

### 第五周目
第四周目後的15年後時間點。
亞娜（聲：竹達彩奈）
27歲，吉島的田樂巫女。
奧尤（聲：悠木碧）
25歲，吉島的田樂巫女。喜歡友助。
卡迪爾（聲：三木真一郎）
為了打倒歐克而聘僱的雇傭兵。曾經是前敗戰國的軍官，在傭兵團擔任首領職位。在打倒拉吉後，成為法蒂娜的弟子，第6周目已成為魔法師。
桑薩馬（聲：細谷佳正）
出身吉島的住民，在第五周目的15年前，13歲時離開島嶼而從事傭兵工作，擅長以巨大重劍戰鬥。最終為了避免熔岩襲擊故鄉而自我犧牲以大劍斬擊劈開岩漿流向而殞命。
拉吉（聲：田坂真樹）
居住在吉島的住民。真實身份是龍術士，企圖發動儀式引發火山爆發熔岩製造破壞混亂，最終被法蒂娜打倒。

### 第六周目(伊哈爾・奈莫爾麻藥戰爭篇)
第五周目後的17年後時間點。動畫版尚未製作這篇劇情。
瑪麗妲(マリタ)
出身自警團的少女。作為獵人之女，擅長弓箭射術。
卡利斯托(カリスト)
最大商會聯盟「凱雷洛哈岡(ゲレーロハグァ)」的幹部。知曉虹之階段的製作配方的知情人士之一。
艾匹法尼歐(エピファニオ)
第二大商會聯盟「雷沃魯辛利翁(レヴォルスィナリオ)」的首領。真實身分是滲透進「雷沃魯辛利翁」的龍術士。

### 第六周目（IF路線-死出之旅篇）
潔茲比（聲：上田麗奈）
龍術士偽裝。是個會可能害事機計畫敗漏的人都殺掉。
弗洛克（聲：堀江瞬）
被潔茲比(龍術士)用魔法修改了記憶，但後來真心愛上了潔茲比，也告白了但潔茲比說自己只要魔龍大人的愛，不需要其他人的愛。(隨後自盡)
蘭朗（聲：川原瑛都）
潔茲比之弟。
丹
弗洛克的哥哥，被村長趕出村子，後與弗洛克相見。

### 其他
遊戲管理員
自称未来人，有不同形态。每集（每次）出場時聲音都不同。
- 若本規夫（第1話）
- 草尾毅（第2話）
- 古川登志夫（第3話）
- 天龍源一郎（第3、12話）
- 鹽屋浩三（第4－6話）
- 速水獎（第7話）
- 堀川亮（第10話）
- 中尾隆聖（第11、12話）
- 諸星堇（第12、18、19、24話，少女形态）
- 稻田徹（第12話）
- 杉田智和（第13話）
- （第14話）
- 竹內順子（第15話）
- 小山力也（第16話）
- 小林星蘭（日语：小林星蘭）（第17話）
- 關智一（第18話）
- 浪川大輔（第19話）
- 田子千尋（日语：田子千尋）（第20話）
- 玄田哲章（第21話）
- 興梠里美（第22話）
- 高木涉（第23話）
- 大塚芳忠（第24話）

## 用語名詞

### 地理
梅亞大陸(メリ大陸)
新堂衣宇、四谷友助穿越前往異世界的主要大陸。
拉特德霍(ラドドーボ)
第四周目的國際港，位於梅亞大陸西端的港口城市。
吉島(ジフォン島)
第五周目的劇情舞台。位於拉特德霍西邊的火山島。
伊佳大陸
位於梅亞大陸西邊方向的大陸。

### 國家
德歐庫王國(デォック王国)
第四周目的獨裁威權國家，位於梅亞大陸中部山岳地帶國家，以統一梅亞大陸為目標，不斷侵略周邊國家來達到壯大目的，意圖入侵鄰近的都市國家「柯魯多內爾」。
在第四周目時間的1年後，與22國的聯合軍交戰，戰爭持續14年以上最終敗北告終。實際上是龍術士蠱惑大臣故意挑起聯合軍反抗奮戰，藉由戰爭傷亡進行收集血之儀式所需的儀式準備。
柯魯多內爾(コルトネル)
第四周目的都市國家，位於梅亞大陸中心地帶的小國，為了抵抗德歐庫王國的入侵，試圖與周邊國家組織聯合軍反抗德歐庫王國入侵，雖然成功擊敗德歐庫王國的入侵，但也受到不小的戰爭損害。
瑪蘭巴
第四周目的西境國家，位於梅亞大陸西邊的國家，拉特德霍港是其管轄統治的城市之一。
格魯迪亞王國(ゴールディア王国)
位於梅亞大陸北東的大國。在第六周目的2年後被黑龍襲擊滅國。
伊哈爾・奈莫爾(イハル・ネモア)
脫離格魯迪亞王國控制的小國，但因為不平等條約經濟陷入低迷貧困。
在第六周目的2年後，受到黑龍襲擊波及毀滅，但仍殘存遺民後代四散流浪生活。
因卡巴爾特王國
第七周目的國家，位於梅亞大陸中心東北地帶的山岳國家。有著豐富鐵匠工坊的國度。
塔普尼
第八周目的國家。在柯魯多內爾殞滅之後取代成立的新國家。
索塔加
第八周目的國家。取代德歐庫王國成立新國家，曾經短暫施行民主共和政體，但因為種種政治矛盾政體崩潰，被軍政府取代政權，境內仍有存在不同派系勢力的對立情況。

## 出版書籍
| 冊數 | 講談社        | 講談社                                                            | 東立出版社     | 東立出版社             |
| 冊數 | 發售日期      | ISBN                                                              | 發售日期       | ISBN                   |
| ---- | ------------- | ----------------------------------------------------------------- | -------------- | ---------------------- |
| 1    | 2016年10月7日 | ISBN 978-4-06-395810-2                                            | 2018年11月20日 | ISBN 978-957-26-1056-5 |
| 2    | 2017年3月9日  | ISBN 978-4-06-395878-2                                            | 2019年1月10日  | ISBN 978-957-26-1057-2 |
| 3    | 2017年9月8日  | ISBN 978-4-06-510184-1                                            | 2019年10月30日 | ISBN 978-957-26-1058-9 |
| 4    | 2018年1月9日  | ISBN 978-4-06-510547-4                                            | 2020年2月25日  | ISBN 978-957-26-1059-6 |
| 5    | 2018年6月8日  | ISBN 978-4-06-511573-2                                            | 2020年9月14日  | ISBN 978-957-26-2201-8 |
| 6    | 2018年11月9日 | ISBN 978-4-06-513245-6（一般版） ISBN 978-4-06-514107-6（特裝版） | 2022年6月9日   | ISBN 978-957-26-2202-5 |
| 7    | 2019年4月9日  | ISBN 978-4-06-514870-9                                            |                |                        |
| 8    | 2019年9月9日  | ISBN 978-4-06-516443-3                                            |                |                        |
| 9    | 2020年3月9日  | ISBN 978-4-06-518513-1                                            |                |                        |
| 10   | 2020年9月9日  | ISBN 978-4-06-520592-1                                            |                |                        |
| 11   | 2020年12月9日 | ISBN 978-4-06-521677-4                                            |                |                        |
| 12   | 2021年7月9日  | ISBN 978-4-06-524016-8                                            |                |                        |
| 13   | 2021年12月9日 | ISBN 978-4-06-526272-6                                            |                |                        |
| 14   | 2022年5月9日  | ISBN 978-4-06-527831-4                                            |                |                        |
| 15   | 2022年10月7日 | ISBN 978-4-06-529403-1                                            |                |                        |
| 16   | 2023年3月9日  | ISBN 978-4-06-531035-9                                            |                |                        |
| 17   | 2023年8月8日  | ISBN 978-4-06-532602-2                                            |                |                        |
| 18   | 2024年1月9日  | ISBN 978-4-06-534165-0                                            |                |                        |
| 19   | 2024年6月7日  | ISBN 978-4-06-535792-7                                            |                |                        |
| 20   | 2024年11月8日 | ISBN 978-4-06-537421-4                                            |                |                        |
| 21   | 2025年4月9日  | ISBN 978-4-06-539052-8                                            |                |                        |

## 電視動畫
第1季動畫於2020年10月2日－12月18日播出。
第2季動畫於2021年7月2日開始播出。

### 製作人員
- 原作：山川直輝、奈央晃徳
- 監督：羽原久美子
- 系列構成：吉岡孝夫
- 主人物設計：小島、舛舘俊秀
- 副人物設計：大場優子
- 美術監督：柴田聰
- 色彩設計：渡邊亞紀
- 攝影監督：野村雪菜
- 音響監督：矢野聰
- 音樂：伊藤賢（日语：伊藤賢）
- 音樂製作：Lantis
- 動畫製作 ：MAHO FILM
- 製作：我立於百萬生命之上製作委員會

### 主題曲
第1期
「音100」專輯（共46首背景音樂及6首歌曲）
背景音樂部分作曲及編曲：伊藤賢
片頭曲「Anti world」（第1-10話、第12話）
作詞、主唱：高槻加奈子，作曲、編曲：睦月周平
片頭曲「Dear My MAJIHA Sisters」（第11話）
作詞：大森祥子，作曲、編曲：伊藤賢，主唱：マジハパープル（高槻加奈子）、マジハピンク（降幡愛）
片尾曲（Carpe diem）
作詞：兒玉雨子，作曲、編曲：JUVENILE，主唱：Liyuu
第2期
「音100の2」專輯（共32首背景音樂）
背景音樂部分作曲及編曲：伊藤賢
片頭曲「Baddest」
作詞：RUCCA，作曲、編曲：，主唱：樋口楓
片尾曲「Subversive」
作詞、主唱：高槻加奈子，作曲、編曲：睦月周平，合唱編曲：渡部沙智子
插入曲「八百万の島の唄」（第14話）
作詞：山川直輝，作曲、編曲：伊藤賢，主唱：亞娜（竹達彩奈）、奧尤（悠木碧）

### 各話列表
| 話數     | 日文標題 | 中文標題                           | 劇本       | 分鏡                     | 演出                 | 作畫監督                                                                      | 總作畫監督                               | 首播日期       |
| 第1期    | 第1期    | 第1期                              | 第1期      | 第1期                    | 第1期                | 第1期                                                                         | 第1期                                    | 第1期          |
| -------- | -------- | ---------------------------------- | ---------- | ------------------------ | -------------------- | ----------------------------------------------------------------------------- | ---------------------------------------- | -------------- |
| 第1話    |          | 勇者失格                           | 吉岡孝夫   | 羽原久美子               | 羽原久美子           | 關口雅浩、青木真理子                                                          | 大場優子                                 | 2020年 10月2日 |
| 第2話    |          | 最討厭這座城市                     | 吉岡孝夫   | 大久保富彦               | 大久保富彦           | 出口花穗                                                                      | 舛館俊秀、出口花穗                       | 10月9日        |
| 第3話    |          | 救救我                             | 吉岡孝夫   | 柳瀨雄之                 | 柳瀨雄之             | 柳瀨雄之                                                                      | 出口花穗、大場優子 舛館俊秀              | 10月16日       |
| 第4話    |          | 柯魯多內爾的卡哈貝爾               | 吉岡孝夫   | 大藪恭平                 | 大藪恭平             | 出口花穗、關口雅浩 青木真理子                                                 | 出口花穗、大場優子                       | 10月23日       |
| 第5話    |          | 生命的價值                         | 吉岡孝夫   | 網野哲郎                 | 大藪恭平             | 關口雅浩、青木真理子 坂口蒼星、西田美彌子                                     | 大場優子、舛館俊秀 西田美彌子            | 10月30日       |
| 第6話    |          | 古代遺跡赫茲 ·巴尼亞扎特 ·阿拉古茨 | 吉岡孝夫   | M.F.K                    | 日下直義             | 出口花穗、關口雅浩                                                            | 出口花穗、西田美彌子                     | 11月6日        |
| 第7話    |          | 光之戰士與暗之旁人                 | 吉岡孝夫   | 大久保富彥               | 大久保富彥           | 大久保富彦、出口花穗 關口雅浩、青木真理子 西田美彌子                          | 出口花穗、大場優子 西田美彌子            | 11月13日       |
| 第8話    |          | NPC殺手                            | 吉岡孝夫   | 大藪恭平                 | 又野弘道             | 飯飼一幸                                                                      | 出口花穗、西田美彌子 舛館俊秀            | 11月20日       |
| 第9話    |          | 心跳不己的登出                     | 平林佐和子 | 柳瀨雄之                 | 柳瀨雄之             | 柳瀨雄之、西田美彌子                                                          | 西田美彌子                               | 11月27日       |
| 第10話   |          | 四谷友助之死                       | 伊神貴世   | M.F.K                    | 神原敏昭             | 出口花穗、關口雅浩 青木真理子、舛館俊秀 西田美彌子                            | 出口花穗、大場優子 西田美彌子、舛館俊秀  | 12月4日        |
| 第11話   |          | 永遠的魔法派                       | 伊神貴世   | M.F.K                    | 日下直義             | 出口花穗、關口雅浩 青木真理子、 西田美彌子、舛館俊秀                          | 出口花穗、大場優子 、西田美彌子 舛館俊秀 | 12月11日       |
| 第12話   |          | 殺人犯的夏天                       | 吉岡孝夫   | 羽原久美子               | 日下直義             | 出口花穗、大場優子 關口雅浩、青木真理子 西田美彌子、舛館俊秀                  | 出口花穗、大場優子 、西田美彌子 舛館俊秀 | 12月18日       |
| 第2期    |          |                                    |            |                          |                      |                                                                               |                                          |                |
| 第12.5話 | 不適用   | 不適用                             | 不適用     | 羽原久美子               | 羽原久美子           | 大久保富彥、出口花穗 大場優子、關口雅浩 、舛舘俊秀                            | 出口花穗、大場優子 、舛舘俊秀            | 2021年 7月2日  |
| 第13話   |          | 對了 去基佛吧                      | 平林佐和子 | 羽原久美子               | 羽原久美子           | 出口花穗、關口雅浩 青木真理子、鎌田均 、 柳瀨雄之                             | 出口花穗、大場優子                       | 7月9日         |
| 第14話   |          | 雅娜&奧游 兩人是維克達姆           | 伊神貴世   | M.F.K                    | 日下直義             | 大久保富彦、出口花穂 関口雅浩、青木真理子 鎌田均、小島えり 舛舘俊秀、柳瀬雄之 | 出口花穂、大場優子、 舛舘俊秀            | 7月16日        |
| 第15話   |          | 無法成為正義使者                   | 平林佐和子 | 大藪恭平                 | 大藪恭平             | 大久保富彦、出口花穂 大場優子、関口雅浩 舛舘俊秀、柳瀬雄之                    | 出口花穂、大場優子、 舛舘俊秀            | 7月23日        |
| 第16話   |          | 流浪之島                           | 伊神貴世   | M.F.K                    | 日下直義             | 大久保富彦、出口花穂、 関口雅浩、舛舘俊秀、 山﨑香                            | 出口花穂、大場優子、 舛舘俊秀            | 7月30日        |
| 第17話   |          | 不 我是腿毛                        | 平林佐和子 | 杉島邦久                 | 高橋雅和             | 柳瀬雄之、小田真弓、 岩井優器                                                 | 出口花穂                                 | 8月6日         |
| 第18話   |          | 他們只是默默抬頭仰望               | 伊神貴世   | アミノテツロ             | 又野弘道             | 飯飼一幸                                                                      | 出口花穂                                 | 8月13日        |
| 第19話   |          | 短篇電影與第六名勇者               | 吉岡たかを | M.F.K                    | 日下直義             | 大久保富彦、出口花穂、 大場優子、関口雅浩、 舛舘俊秀                          | 出口花穂、大場優子、 舛舘俊秀            | 8月20日        |
| 第20話   |          | 死亡之旅                           | 吉岡たかを | 柳瀬雄之                 | 柳瀬雄之             | 柳瀬雄之                                                                      | 出口花穂                                 | 8月27日        |
| 第21話   |          | 魔獸大進軍                         | 吉岡たかを | アミノテツロ             | 大藪恭平             | 大久保富彦、出口花穂、 大場優子、関口雅浩、 舛舘俊秀                          | 出口花穂、大場優子、 舛舘俊秀            | 9月3日         |
| 第22話   |          | 走向滅亡的意志                     | 吉岡たかを | M.F.K                    | 日下直義             | 大久保富彦、出口花穂、 大場優子、関口雅浩、 飯飼一幸、大槻ちえ、 舛舘俊秀     | 出口花穂、大場優子、 舛舘俊秀            | 9月10日        |
| 第23話   |          | 龍術士                             | 吉岡たかを | 杉島邦久                 | 山本隆太             | 雨宮英雄、飯塚葉子、 宇都木勇、小倉恭平、 承山菜美、柳瀬譲二                  | 出口花穂                                 | 9月17日        |
| 第24話   |          | 百萬生命之上                       | 吉岡たかを | 羽原久美子、アミノテツロ | 羽原久美子、又野弘道 | 出口花穂、大場優子、 大槻ちえ、小島えり、 関口雅浩、舛舘俊秀、 飯飼一幸       | 出口花穂、大場優子、 小島えり、舛舘俊秀  | 9月24日        |

### 日本播放平台
日本深夜動畫：下文記載的日本国内播放時間使用日本標準時間（UTC+9）表示。因為部分時間标识會採用30小时制，因此請留意这类超过24:00的时间，其實際播放時間為翌日清晨。
| 播放日期                  | 播放時間（UTC+9）         | 播放電視台                | 播放地區                  | 2020年10月2日－12月18日   |
| ------------------------- | ------------------------- | ------------------------- | ------------------------- | ------------------------- |
| 星期五 22時00分－22時30分 | TOKYO MX                  | 東京都                    |                           | 星期五 25時30分－26時00分 |
| BS11                      | 日本全國                  |                           | 星期五 26時55分－27時25分 | 毎日放送                  |
| 近畿廣域圏                | 2020年10月5日－12月21日   | 星期一 21時00分－21時30分 | AT-X                      | 日本全國                  |
| 2020年10月7日－12月23日   | 星期三 24時30分－25時00分 | WOWOW                     | 日本全國                  |                           |

| 播放日期                  | 播放時間（UTC+9）         | 播放電視台                | 播放地區                  | 2021年7月9日－9月24日     |
| ------------------------- | ------------------------- | ------------------------- | ------------------------- | ------------------------- |
| 星期五 24時30分－25時00分 | TOKYO MX                  | 東京都                    |                           | 星期五 24時30分－25時00分 |
| BS11                      | 日本全國                  |                           | 星期五 26時55分－27時25分 | 毎日放送                  |
| 近畿廣域圏                | 2021年7月12日－9月27日    | 星期一 21時00分－21時30分 | AT-X                      | 日本全國                  |
| 2021年7月14日－9月29日    | 星期三 24時30分－25時00分 | WOWOW                     | 日本全國                  |                           |

### 港台播出時間
| 頻道/影音          | 所在地 | 播出日期      | 播出時間          |
| YouTube（Ani-One） | 香港   | 2021年7月10日 | 每週六 00:30 上架 |
| friDay影音         | 臺灣   | 2021年7月10日 | 每週六 00:30 上架 |
| MyVideo            | 臺灣   | 2021年7月10日 | 每週六 00:30 上架 |
| LINE TV            | 臺灣   | 2021年7月10日 | 每週六 00:30 上架 |
| 巴哈姆特動畫瘋     | 臺灣   | 2021年7月10日 | 每週六 00:30 上架 |
| KKTV               | 臺灣   | 2021年7月10日 | 每週六 00:30 上架 |

## 漫畫版特別企劃
講談社與免費素材的作者（いらすとや）合作，將漫畫單行本第5冊的內容替換成免費素材，作為【ワケあり無料版】公開下載。